# مايك كونولي
مايك كونولي (بالإنجليزية: Mike Connolly)‏ هو سياسي أمريكي، ولد في 31 أكتوبر 1945 في دوبوك في الولايات المتحدة. حزبياً، نشط في Iowa Democratic Party ‏ والحزب الديمقراطي. وقد انتخب عضو مجلس ولاية آيوا وانتخب عضو مجلس نواب ولاية ايوا.